# Premiul Hugo

Logo-ul Premiului Hugo

Premiul Hugo (engleză Hugo Award) este un premiu decernat anual de către The World Science Fiction Society celor mai bune lucrări de science-fiction sau fantasy de limbă engleză, precum și altor categorii, cum sunt fanzinele sau producțiile cinematografice apărute în anul precedent. Numărul de categorii la care se acordă premiul a evoluat de-a lungul timpului, pe măsura diversificării domeniilor science-fiction. Laureații sunt aleși pe baza voturilor membrilor Worldcon (World Science Fiction Convention), iar premiul se decernează în cadrul convențiilor anuale Worldcon. Numele premiului este un omagiu adus lui Hugo Gernsback, fondatorul celebrei reviste americane de science-fiction, Amazing Stories (1926).
Uneori Premiile Hugo se decernează retrospectiv, fiind cunoscute sub denumirea de Retro-Hugo. Aceste premii retrospective se decernează în cadrul unei Convenții Worldcon ce are loc la 50, 75 sau 100 de ani după o Convenție care nu a acordat premiul. Odată atribuite, nu se mai pot acorda alte premii pentru anul în cauză.
Categoriile în care se acordă premiul: roman, nuvelă, povestire, carte non-ficțiune, prezentare dramatică, editor și artist profesional, semi-proză, fanzin, scriitor fan, artist fan.
Statueta Premiului Hugo a fost concepută de un fan science-fiction, Benedict Jablonski, care s-a inspirat după ornamentul în formă de rachetă de pe capota unui Oldsmobile 88. Soclul statuetei a fost conceput de Deb Koshiba.